# Conjunt de cases del carrer Garbí tram del carrer Major
El Conjunt de cases del carrer Garbí tram del carrer Major és una obra de Capellades (Anoia) protegida com a Bé Cultural d'Interès Local.

## Descripció
El carrer Garbí (abans Leopold Ribot) es pot dividir en dos trams diferents, segons les dues tipologies arquitectòniques existents. El tram més proper al carrer Major, està constituït per cases entre mitgeres de planta baixa, dues plantes pis i golfes, integrades en el seu entorn immediat; amb parcel·la estreta i llarga, característica de la vivenda de caràcter popular. El segon tram de carrer, per contra, el constitueixen cases unifamiliars aïllades i rodejades de jardí, seguint la tipologia de ciutat jardí.

## Història
El carrer Garbí consta de dues fases constructives, que es diferencien a partir de les tipologies arquitectòniques existents. El tram més proper al nucli antic, ubicat entre el carrer Major i el Passatge de la Lliga, ja apareixia construït en els plànols de Rómulo Zaragoza, el 1851. La resta de construccions esdevingueren en el segle xx.